# Крупский, Иван Васильевич
Ива́н Васи́льевич Кру́пский (20 января 1901 — февраль 1988) — советский военный лётчик, военачальник, участник Советско-финской и Великой Отечественной войн, командир 9-го штурмового авиационного Лодзинского корпуса во время Великой Отечественной войны, генерал-майор авиации.

## Биография
Крупский Иван Васильевич родился 20 января 1901 года в селе Рымаровка Гадячского уезда Полтавской губернии в семье крестьянина. Украинец. В РККА с сентября 1922 года. Член ВКП(б) с 1925 года.

### Образование
- Ленинградская военно-теоретическая школа летчиков ВВС РККА (1926)[3]
- 1-я военная школа лётчиков имени А. Ф. Мясникова (1927)[3]
- КУНС при Военно-воздушной академии РККА им. профессора Н. Е. Жуковского (1932)[3]
- Липецкие высшие авиационные курсы усовершенствования ВВС РККА (1938)[3]
- ВАК при Высшей военной академии имени К. Е. Ворошилова (1948)[3]
- Высшая военная академия имени К. Е. Ворошилова (1950)[3]

### До войны
В РККА И. В. Крупский с сентября 1922 г. красноармейцем. Летом 1923 года поступает в Военно-подготовительную школу Красного Воздушного флота, переформированной в январе 1925 г. в Ленинградскую военно-теоретическую школу ВВС РККА. Для дальнейшего обучения направлен в 1926 году в 1-ю военную школу летчиков имени А. Ф. Мясникова, по окончании которой оставлен в ней инструктором. Исполнял обязанности командира звена и политрука эскадрильи, назначен командиром звена в Ленинградский военный округ, командиром отряда.
В октябре 1931 года принят на КУНС при Военно-воздушной академии РККА им. профессора Н. Е. Жуковского, по окончании в апреле 1932 г. назначен командиром отдельного артиллерийского авиационного отряда. В марте назначен командиром эскадрильи, которая перебазировалась на Дальний Восток в состав ОКДВА.
После прохождения обучения в Высшей летно-тактической школе в июле 1938 года назначен помощником командира 3-го штурмового авиационного полка, а в ноябре — командиром 6-го штурмового авиационного полка. В 1939 году заместитель командира и врид командира 52-й штурмовой авиационной бригады в Омске, с августа 1940 года назначен в Белорусский Особый военный округ заместителем командира 12-й смешанной авиационной дивизии.

### Участие в Великой Отечественной войне
Великую Отечественную войну И. В. Крупский встретил 22 июня 1941 года в прежней должности на Западном фронте, с сентября 1941 г. — командир 12-й смешанной авиационной дивизии. Участвовал в приграничном сражении, затем в Смоленском сражении, Битве под Москвой. В апреле 1942 г. назначен заместителем командующего ВВС 16-й армии, в июле — командиром 3-го отдельного тренировочного учебного полка 1-й воздушной армии этого же фронта, в ноябре — командиром 299-й штурмовой авиационной дивизии (с августа 1944 г. — 11-я гвардейская штурмовая авиационная дивизия).

В ходе Курской битвы и Белорусской стратегической наступательной операции И. В. Крупский «…сумел правильно организовать боевую работу штурмовиков, в результате чего был нанесен большой урон живой силе и технике противника, особенно в период боев за г. Нежин, за что дивизия получила почетное наименование „Нежинская“»— из боевой характеристики
В августе 1944 года И. В. Крупский — командир 1-го смешанного авиационного корпуса (с сентября 1944 г. — 9-го штурмового авиационного корпуса), который участвовал в операциях:
- Висло-Одерская операция[3] с 12 января 1945 года — 3 февраля 1945 года
- Варшавско-Познанская операция с 14 января 1945 года по 3 февраля 1945 года
- Восточно-Померанская операция[3] с 10 февраля 1945 года по 4 апреля 1945 года
- Берлинская операция[3] с 16 апреля 1945 года по 8 мая 1945 года,

и освобождал города Лодзь, Варшава, Познань и Берлин. За отличие в боях за город Лодзь корпусу присвоено почетное наименование «Лодзинский», а за участие в штурме Берлина он был награждён орденом Красного Знамени.

### После войны
После войны И. В. Крупский продолжал командовать корпусом в Группе Советских Оккупационных Войск в Германии,
- с мая 1946 года — командовал ВВС Южно-Уральского военного округа
- с апреля 1948 года — слушатель ВАК при Высшей военной академии им. К. Е. Ворошилова, по окончании которых с декабря продолжал учёбу на авиационном факультете этой академии
- с февраля 1950 года — помощник командующего по строевой части 37-й Воздушной армией
- с июля 1950 года — командующий ВВС Воронежским военным округом
- с марта 1953 г. — начальник кафедры штурмовой авиации Краснознаменной Военно-воздушной академии[5].
- с января 1957 г. И. В. Крупский в отставке. Продолжал преподавать в академии.

Умер в феврале 1988 года в Монино.

### Воинские звания
- Генерал-майор авиации — 04 февраля 1944 года

## Награды
- орден Ленина (06.11.1947)[6]
- орден Красного Знамени (10.03.1943 г.)[2]
- орден Красного Знамени (03.11.1944)[6]
- орден Красного Знамени (20.04.1953)[6]
- орден Суворова 1 степени[7] (29.05.1945 г.)
- орден Суворова 2 степени[8] (23.07.1944 г.)
- орден Суворова 2 степени[9] (06.04.1945 г.)
- Орден Александра Невского (СССР)[10] (28.07.1943 г.)
- орден Отечественной войны 1 степени[11] (06.04.1985 г.)
- Орден Красной Звезды (1934 г.)
- Орден Красной Звезды (05.11.1942 г.)[1]
- медали